# Huda Miled
Huda Miled –en àrab, هدى ميلاد– (Kairuan, 8 de febrer de 1987) és una esportista tunisenca que va competir en judo.
Va guanyar una medalla al Campionat Mundial de Judo de 2009, i deu medalles al Campionat Africà de Judo entre els anys 2005 i 2016. Als Jocs Panafricans va aconseguir tres medalles entre els anys 2007 i 2015.

## Palmarès internacional
| Campionat Mundial | Campionat Mundial             | Campionat Mundial | Campionat Mundial |
| Any               | Lloc                          | Medalla           | Categoria         |
| ----------------- | ----------------------------- | ----------------- | ----------------- |
| 2009              | Rotterdam ( Països Baixos)    | 3                 | –70 kg            |
| Jocs Panafricans  |                               |                   |                   |
| Any               | Lloc                          | Medalla           | Categoria         |
| 2007              | Alger ( Algèria)              | 1                 | –78 kg            |
| 2011              | Maputo ( Moçambic)            | 1                 | –70 kg            |
| 2015              | Brazzaville ( Rep. del Congo) | 2                 | –70 kg            |
| Campionat Africà  |                               |                   |                   |
| Any               | Lloc                          | Medalla           | Categoria         |
| 2005              | Port Elizabeth ( Sud-àfrica)  | 1                 | –78 kg            |
| 2006              | Port Louis ( Maurici)         | 1                 | –78 kg            |
| 2008              | Agadir ( Marroc)              | 1                 | –78 kg            |
| 2009              | Port Louis ( Maurici)         | 3                 | –78 kg            |
| 2010              | Yaoundé ( Camerun)            | 1                 | –70 kg            |
| 2011              | Dakar ( Senegal)              | 1                 | –70 kg            |
| 2012              | Agadir ( Marroc)              | 1                 | –70 kg            |
| 2013              | Maputo ( Moçambic)            | 3                 | –70 kg            |
| 2015              | Libreville ( Gabon)           | 1                 | –70 kg            |
| 2016              | Tunísia ( Tunísia)            | 2                 | –70 kg            |